# Исакча
Иса́кча (рум. Isaccea) — город в Румынии, в Добрудже, на правом берегу Дуная.

## История

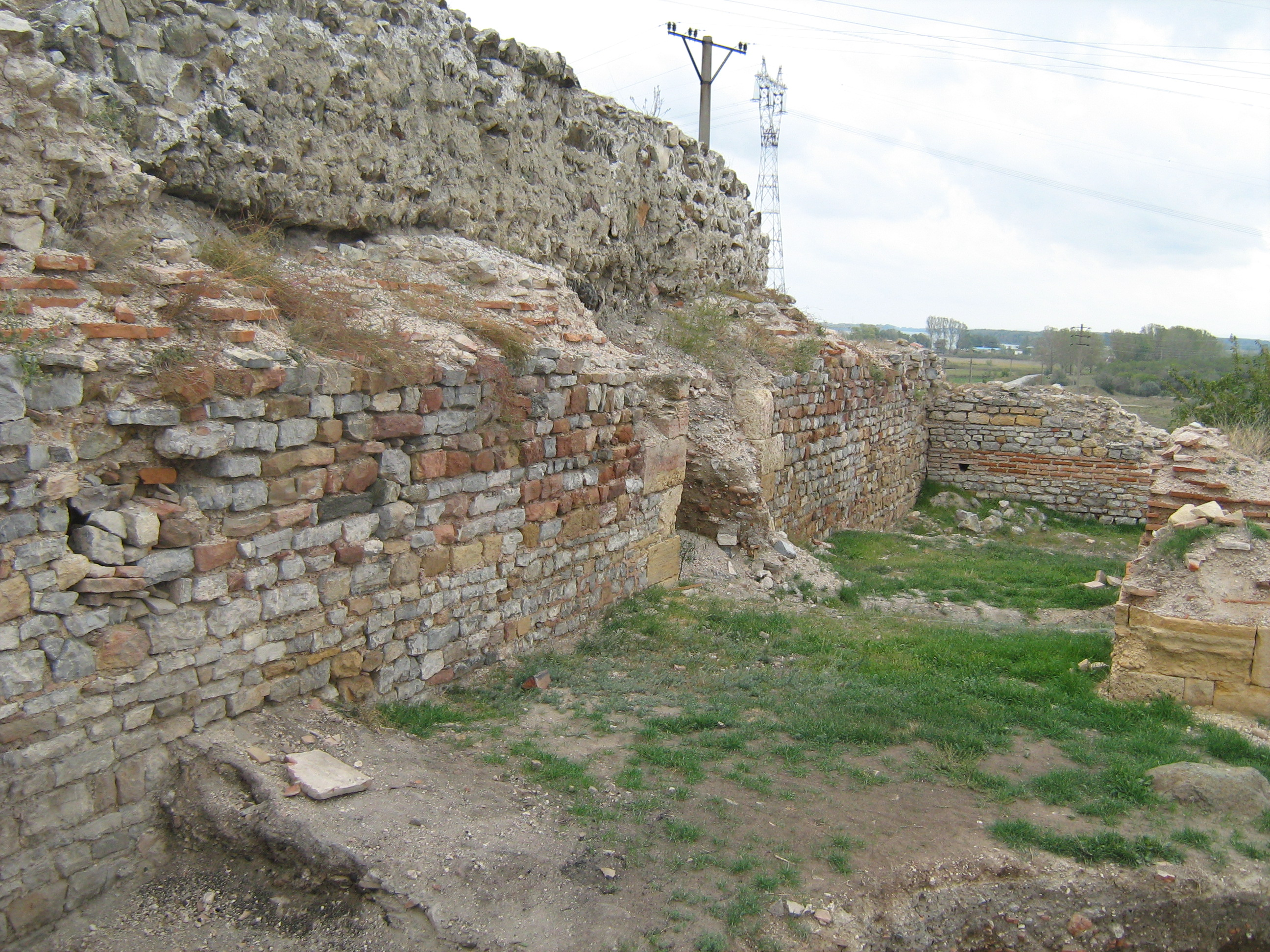
Раскопки Новиодунума

В 514 году этот город был известен под кельтским названием Новиодунум — «Новый город». Он был расположен в стратегически важном месте — на одной из главных дорог через Дунай. При императоре Диоклетиане здесь была стоянка Legio I Jovia. В 369 году здесь переправился через Дунай император Валент во время похода на вестготов. Скорее всего, здесь произошла его встреча с готским предводителем Атанарихом, о которой рассказывает Аммиан Марцеллин.
Под правлением римлян город развивался, благодаря флоту на Дунае. По найденным при раскопках монетам в VII—X веках можно судить о том, что город был важной базой византийского флота.

### Русско-турецкие войны

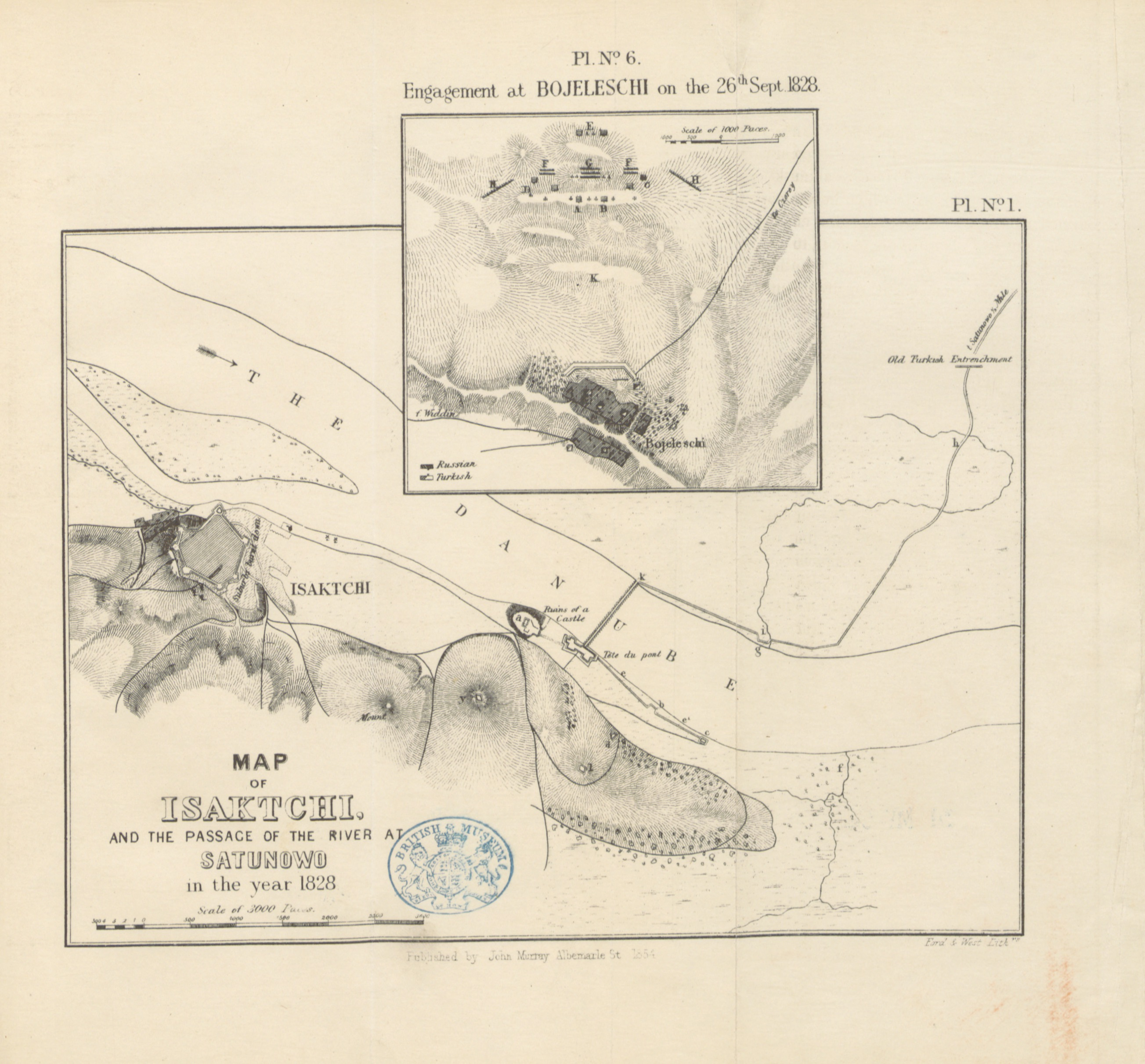
Действия русских против Исакчи в кампанию 1828—1829 годов

Исакча долгое время была турецкой крепостью, служившей базой для действий на Нижнем Дунае и против Бессарабии. В 1771 году российский генерал О.-А. Вейсман, переправившись со своим отрядом через Дунай, ворвался в Исакчу и сжёг склады турецких войск; в том же году, 24 октября, он снова подошёл к крепости, гарнизон которой, видя приближение русских войск, бросил свои укрепления и ушёл. После этого Исакча была разрушена, но затем вновь обращена турками в укреплённый складочный пункт. В войну 1787—1791 годов под Исакчей последовало столкновение российской флотилии под начальством О. М. ДеРибаса с турецкой, кончившееся захватом последней. Турецкие защитники Исакчи бежали, и укрепления её опять были срыты. Спустя некоторое время турецкие войска вновь заняли Исакчу, но в марте 1791 года изгнаны были оттуда отрядом генерал-лейтенанта князя Голицына.
В войну 1828—1829 годов Исакча, снова обращённая турками в крепость, сдалась без сопротивления после переправы русской армии через Дунай.

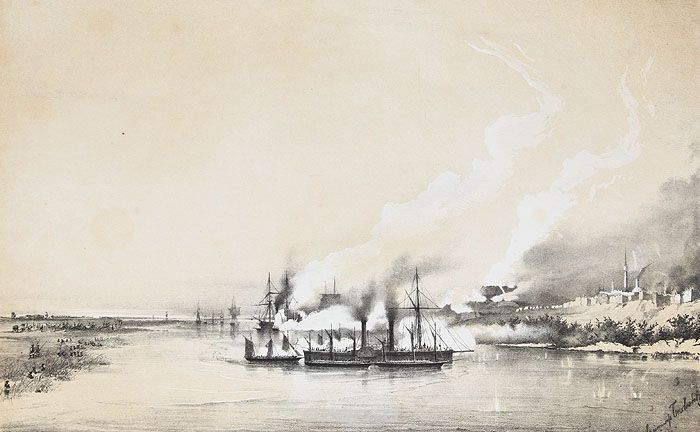
Действия 8-ми канонирских лодок на буксире пароходов Ординарец и Прут, против турецкой крепости Исакчи 11 октября 1853 года. Литография. Российская империя, 1858 год

В Восточную войну 1853—1856 годов судам русской дунайской флотилии, поднимавшимся к Галацу, пришлось проходить мимо Исакчи и выдержать её огонь. 11 октября 1853 года по распоряжению генерал-адъютанта А. Н. Лидерса, отряд Дунайской флотилии из восьми канонерских лодок, буксируемых пароходами «Прут» и «Ординарец», отправился от острова Четал, близ Измаила, в Галац для охраны границ по верховью Дуная. В 8 часов утра, когда пароходы с лодками приблизились к турецкой крепости Исакчи, турки открыли артиллерийский огонь. Отряд под командованием А. Ф. Варпаховского открыл ответный огонь из пушек пароходов и канонерских лодок. В самом начале боя командир отряда он был убит прямым попаданием ядра в грудь на пароходе «Ординарец».
12 марта 1854 года, после переправы отряда генерал-лейтенанта Ушакова у Тульчи, турки бросили Исакчу, которая в тот же день была занята русскими казаками; но после отступления генерала Ушакова на левый берег Дуная Исакча опять перешла во власть неприятеля.
В войну 1877—1878 годов после переправы 14-го армейского корпуса у Галаца Исакча была 14 июня занята отрядом генерал-майора Янова, без боя.

## Культовые сооружения
- Церковь Святого Георгия
- Архангельская церковь
- Старообрядческая церковь Святого Мины
- Молитвенный дом баптистов
- Мечеть Махмуда Язиджи